# Asociación Nacional de Travestis y Transexuales
La Asociación Nacional de Travestis y Transexuales (Antra, en portugués: Associação Nacional de Travestis e Transexuais) es una institución brasileña enfocada en atender las necesidades de la población travesti y transexual, así como combatir la transfobia. Anteriormente se llamaba Red Nacional de Travestis (Renata, en portugués: Rede Nacional de Travestis), anteriormente llamada ASTRAL (Asociación de Travestis y Personas Liberadas, en portugués: Associação de Travestis e Liberados).

## Organización
La junta directiva de la institución se renueva cada cuatro años. La estructura organizativa jerárquica está compuesta por una presidencia y una vicepresidencia y, inmediatamente debajo, una primera secretaria, segunda secretaría, tesorería, segunda tesorería, secretaría de mujeres trans, secretaría de hombres trans, secretaría de derechos humanos, secretaría de articulación política, secretaría de comunicaciones y asesorías fiscales.

## Historia
Antra fue concebida y articulada el 15 de mayo de 1992 por Jovanna Baby, posteriormente fundada en la ciudad de Porto Alegre, en Rio Grande do Sul, por Keila Simpson. En diciembre de 2000, se registró en una notaría de la ciudad de Curitiba, estado de Paraná. La denominación Antra entró en vigor en 2002, con la ampliación de sus atribuciones y mayor alcance nacional.
En 2008, se decidió racionalizar la administración, extinguiendo las representaciones regionales de Antra y creando una Secretaría de Comunicación, Articulación Política, Derechos Humanos, Hombres y Mujeres Trans.
En 2013, Antra contaba con ciento cinco filiales cubriendo todo el territorio brasileño.
En 2018, ANTRA lanzó la primera edición del Dossier sobre Asesinatos y Violencia contra Personas Trans en Brasil.